# 国道384号
国道384号（こくどう384ごう）は、長崎県五島市から長崎県佐世保市に至る一般国道である。

## 概要
五島列島の主要な島である福江島と中通島の幹線道路であり、航路を経て九州本土の佐世保市に連絡する。佐世保市内の距離は483 mに過ぎない。起点の五島市富江町から時計回りに福江島をほぼ一周して福江港に至り、中通島（南松浦郡新上五島町）では奈良尾港から有川港まで島を縦断するルートを走る。五島の主要産業である農林水産業や観光を支える循環道路として重要な路線に位置づけられている。福江島の国道384号区間（五島市玉之浦町荒川 - 三井楽町貝津：8 km）は、旧建設省と「道の日」実行委員会により制定された、日本の道100選にも選定されている。
かつて佐世保市内において、主要地方道長崎県道11号佐世保日野松浦線との交差点では双方向とも交通量が多いのも関わらず信号機がなく、しかもすぐそばに、松浦鉄道西九州線の踏切があり大変危険な状況であった。現在は、松浦鉄道の線路が高架化され信号機も設置されている。

### 路線データ
一般国道の路線を指定する政令に基づく起終点および重要な経過地は次のとおり。
- 起点：長崎県南松浦郡富江町[注釈 2]（富江港、長崎県道31号富江岐宿線交点）
- 終点：佐世保市（戸尾町交差点 = 国道35号交点）
- 重要な経過地：長崎県南松浦郡玉之浦町[注釈 2]・福江市[注釈 2]・同郡奈良尾町[注釈 3]・同郡有川町[注釈 3]
- 総延長 : 201.5 km（未供用延長（海上区間）を含む。）[4][注釈 4]
- 重用延長 : なし[4][注釈 4]
- 未供用延長 : 105.3 km[4][注釈 4]
  - 未供用延長のうち海上区間 : 105.3 km[4][注釈 4]
- 実延長 : 96.2 km[4][注釈 4]
  - 現道 : 91.4 km[4][注釈 4]
  - 旧道 : 4.9 km[4][注釈 4]
  - 新道 : なし[4][注釈 4]
- 指定区間：なし[5]

## 歴史
五島列島は、山が海岸まで迫る地形のため交通路の発達は阻害され、西端に位置する福江島を周回する国道384号は、かつて島の西海岸に一部不通区間があり、海上交通を頼る地域であった。1964年（昭和39年）から西海岸の玉之浦町荒川 - 三井楽町高浜間に5つのトンネルが掘削されるなど、離島振興によって全線に渡って周辺環境に配慮した道路改良が行われたことにより、国道384号が福江島を周回するようになった。道路改良以前は島の地形に阻害されてきたため、島内の各集落は孤立と自給自足の社会となっていて主要産業である農林水産業も大きく遅れていたが、道路改良後は地域住民の生活環境が自給的生産から商業生産へと変化している。

### 年表
- 1975年（昭和50年）4月1日 - 一般国道384号（長崎県南松浦郡玉之浦町[注釈 2] - 長崎県佐世保市）として指定。
- 1993年（平成5年）4月1日 - 南松浦郡富江町[注釈 2] - 南松浦郡玉之浦町[注釈 2]を編入し、長崎県南松浦郡富江町[注釈 2] - 長崎県佐世保市に区間変更。

## 路線状況

### バイパス
- 大浦バイパス（南松浦郡新上五島町宿ノ浦郷、2008年2月7日供用開始）
- 三日ノ浦バイパス（南松浦郡新上五島町三日ノ浦 - 南松浦郡新上五島町相河、2018年2月24日供用開始[7]）

### 海上区間
長崎県五島列島の主要な島々である福江島と中通島を経て九州の佐世保に至るため、2カ所の海上区間がある。それぞれの海上区間は、九州商船のフェリーによる航路で結ばれる。一般的な海上国道は、起点・終点の端点が他の一般国道の路線と交わるが、国道384号では、起点孤立の端点となっている数少ない路線のひとつである。
- 五島市・福江港 - 新上五島町・奈良尾港（九州商船）
- 新上五島町・有川港 - 佐世保市・佐世保港（九州商船）

### 道路施設

#### 橋梁
- 鰐川橋（鰐川、五島市）
- 大正橋（福江川、五島市）

#### トンネル
起点から
- 中川トンネル：延長215 m、1987年（昭和62年）竣工、五島市
- 荒川トンネル[注釈 6]：延長135 m、1985年（昭和60年）竣工、五島市
- 丹那岬トンネル：延長95 m、1984年（昭和59年）竣工、五島市
- 清水浜トンネル：延長195 m、1983年（昭和58年）竣工、五島市
- 丹奈トンネル：延長580 m、1980年（昭和55年）竣工、五島市
- 頓泊トンネル：延長280 m、1979年（昭和54年）竣工、五島市
- 高浜トンネル：延長216 m、1989年（平成元年）竣工、五島市
- 白良ヶ浜トンネル：延長352 m、2002年（平成14年）竣工、五島市
- 打折第一トンネル：延長298 m、1998年（平成10年）竣工、五島市
- 打折第二トンネル：延長359 m、1998年（平成10年）竣工、五島市
- 打折第三トンネル：延長288 m、1998年（平成10年）竣工、五島市
- 大川原トンネル：延長163 m、2000年（平成12年）竣工、五島市
- 川原浦トンネル：延長148 m、2001年（平成13年）竣工、五島市
- 大曲トンネル：延長415 m、1994年（平成6年）竣工、五島市
- 大浦トンネル：延長345 m、2008年（平成20年）竣工、南松浦郡新上五島町
- 荒川トンネル[注釈 7]：延長360 m、2008年（平成20年）竣工、南松浦郡新上五島町
- 金毘羅トンネル：延長435 m、1995年（平成7年）竣工、南松浦郡新上五島町
- 今里トンネル：延長323 m、2001年（平成13年）竣工、南松浦郡新上五島町
- 跡次トンネル：延長794 m、2018年（平成30年）竣工、南松浦郡新上五島町
- 浦浜トンネル：延長175 m、1990年（平成2年）竣工、南松浦郡新上五島町
- 七目トンネル：延長365 m、1987年（昭和62年）竣工、南松浦郡新上五島町

#### 道の駅
- 遣唐使ふるさと館（五島市三井楽町）

### 交通量
2005年度（平成17年度道路交通センサスより）
平日24時間交通量（台）
| 地点                            | 台数   |
| ------------------------------- | ------ |
| 五島市木場町280-19 寺山バス停前 | 14,990 |
| 南松浦郡新上五島町七目郷        | 11,633 |

## 地理
五島列島の地形は、沈降海岸として特徴的で複雑な海岸線と瀬戸を形成しており、西海国立公園に指定される美しい景観に恵まれた地である。山が海の近くまで迫っているため、道路は海岸線の狭い低地をへばりつくように走る。福江島の西海岸沿いの道は夕日の絶景スポットでも知られ、日本最西端の温泉地である荒川温泉や、東シナ海に面する高浜海水浴場、屯泊海水浴場がある。

### 通過する自治体
- 長崎県
  - 五島市 - 南松浦郡新上五島町 - 佐世保市

### 交差する道路
| 交差する道路                 | 市町村名 | 市町村名   | 交差する場所   | 交差する場所        |
| ---------------------------- | -------- | ---------- | -------------- | ------------------- |
| 長崎県道31号富江岐宿線       | 五島市   | 五島市     | 富江町富江     | 起点                |
| 長崎県道50号玉之浦大宝線     | 五島市   | 五島市     | 玉之浦町大宝   |                     |
| 長崎県道164号玉之浦岐宿線    | 五島市   | 五島市     | 玉之浦町中須   |                     |
| 長崎県道27号福江荒川線       | 五島市   | 五島市     | 玉之浦町荒川   |                     |
| 長崎県道233号貝津岳浜ノ畔線  | 五島市   | 五島市     | 三井楽町貝津   |                     |
| 長崎県道233号貝津岳浜ノ畔線  | 五島市   | 五島市     | 三井楽町浜ノ畔 |                     |
| 長崎県道31号富江岐宿線       | 五島市   | 五島市     | 岐宿町岐宿     |                     |
| 長崎県道162号河務福江線      | 五島市   | 五島市     | 岐宿町河務     |                     |
| 長崎県道27号福江荒川線       | 五島市   | 五島市     | 吉久木町       |                     |
| 長崎県道49号福江富江線       | 五島市   | 五島市     | 三尾野町       | 三尾野町交差点      |
| 長崎県道63号福江空港線       | 五島市   | 五島市     | 三尾野町       |                     |
| 長崎県道165号大浜福江線      | 五島市   | 五島市     | 武家屋敷1丁目  | 仲町交差点          |
| 長崎県道49号福江富江線       | 五島市   | 五島市     | 東浜町1丁目    | 東浜町交差点        |
| 海上区間                     |          |            |                |                     |
| 長崎県道203号佐尾港線        | 北松浦郡 | 新上五島町 | 奈良尾郷       |                     |
| 長崎県道22号有川奈良尾線     | 北松浦郡 | 新上五島町 | 奈良尾郷       |                     |
| 長崎県道46号若松白魚線       | 北松浦郡 | 新上五島町 | 宿ノ浦郷       |                     |
| 長崎県道170号青方港魚目線    | 北松浦郡 | 新上五島町 | 青方郷         | 港橋交差点          |
| 長崎県道32号有川新魚目線     | 北松浦郡 | 新上五島町 | 浦桑郷         |                     |
| 長崎県道22号有川奈良尾線     | 北松浦郡 | 新上五島町 | 七目郷         | 蛤交差点            |
| 長崎県道62号上五島空港線     | 北松浦郡 | 新上五島町 | 有川郷         | 高崎交差点          |
| 海上区間                     |          |            |                |                     |
| 長崎県道11号佐世保日野松浦線 | 佐世保市 | 佐世保市   | 塩浜町         | 塩浜交差点          |
| 国道35号                     | 佐世保市 | 佐世保市   | 戸尾町         | 戸尾町交差点 / 終点 |

### 交差する鉄道
- 松浦鉄道西九州線